# Near-Death Wish
Near-Death Wish («Предсмертное пожелание») — 10 эпизод 7 сезона мультсериала «Футурама». Североамериканская премьера состоялась 15 августа 2012 года.

## Сюжет
Фрай сильно обиделся из-за того, что его единственный родственник Хьюберт Фарнсворт не присутствует вместе с ним на вручении Фраю престижной награды «Курьер года», из-за этого Фрай жалеет, что у него нет других родственников. Но в Межпланетном Экспрессе он узнаёт от Зойдберга, что у профессора Фансворта есть родители, которые находятся на Предсмертной Звезде — искусственном спутнике, где пожилые люди подключены к капсулам, которые держат жителей в виртуальной реальности.
Фрай, Лила и Бендер пробираются на Предсмертную Звезду и находят комнату родителей профессора Нэда и Велмы Фарнсвортов (которым Фрай даёт прозвища «Шамбадо» и «Грамм Грамм» соответственно), а затем, надев специальные шлемы, подключенные к капсуле, где находятся старики, они попадают в виртуальную реальность (которая напоминает обветшалый дом престарелых). Вскоре Фрай находит Нэда и Велму и весело проводит с ними время, но старики жалуются, что им здесь ужасно скучно. Когда приходит время вернуться на Землю, Фрай решает забрать Нэда и Велму с собой и отключает их от проводов. Их начинает преследовать охрана. К тому же у корабля, на котором передвигалась троица, кончается заряд батареек. Лила подключает к кораблю Неда и Велму, чьи тела вырабатывают электричество, после чего им удаётся сбежать и вернуться на Землю.
К всеобщему удивлению, Фарнсворт, увидев своих родителей, злится на них и говорит, что не хочет иметь ничего общего с ними. Тем не менее, он шпионит за ними, когда они веселятся вместе с Фраем. Когда Лила и Эмми спрашивают у Фарнсворта, в чём причина его нелюбви к родителям, он говорит им, что, когда он был маленьким, его родители никогда не играли с ним и не обращали внимания на его научные открытия. Через некоторое время его родители, вместо того чтобы отдать его в институт (как того хотел сам Хьюберт), отвезли его на их ферму и там держали, так и не дав ему учиться, пока Хьюберт сам не сбежал оттуда. За это он так и не простил родителей. Вскоре обезумевший профессор убегает неизвестно куда и находит убежище на той самой ферме.
После того, как друзья его находят, Нэд, и Велма объясняют ему, почему они держали его на ферме. Оказывается, у Хьюберта был старший брат, который был очень на него похож и также любил заниматься наукой; это привело к тому, что он стал сходить с ума и превращаться в сумасшедшего ботаника. Чтобы его успокоить, родителям приходилось читать ему каждую ночь таблицу Менделеева. В конце концов, его посадили в психбольницу, и больше они его не видели. Внезапно выясняется, что профессор Фарнсворт и есть этот старший брат, а его родители всё это время думали, что он их младший сын Флойд. Хьюберт вышел из психбольницы через 25 лет после того, как его туда посадили. Хьюберт понимает, что его родители любили его, и не играли с ним потому, что у них не было сил после вечных ночных дежурств у его кровати. Он мирится с родителями.
Нэд и Велма просят отвезти их обратно на Предсмертную Звезду, чтобы избежать боли в их телах. Фрай обещает их навещать. После того, как они ложатся в свои отсеки, выясняется, что профессор Фарнсворт вместо дома престарелых смоделировал для родителей их ферму и вернул их обратно в молодость, а себя — в детство, чтобы поиграть с ними напоследок в догонялки.

## Интересные факты
- В этом эпизоде Фрай в очередной раз играет на голофоне.
- На одеяле, которым укрывается профессор Фансворт, нарисованы символы из схем для электрического трансформатора.
- В этой серии Лила во второй раз пытается соблазнить Фрая, но тот отмахивается. Похожая ситуация была в эпизоде «The Six Million Dollar Mon».